# Hrabstwo Madison (Teksas)

Piramida wieku hrabstwa

Hrabstwo Madison – hrabstwo położone w USA w stanie Teksas. Utworzone w 1853 r. Siedzibą hrabstwa jest miasto Madisonville. Zachodnią granicę hrabstwa tworzy rzeka Navasota, a wschodnią Trinity River.

## Gospodarka
Hrabstwo Madison znane jest ze względu na jego tytuł „grzybowej stolicy Teksasu”. Zakład Monterey Mushrooms jest głównym źródłem ekonomicznym dla tego obszaru, zatrudniając ponad 400 osób.
70% areału hrabstwa zajmują pastwiska, 14% uprawy i 11% to obszary leśne. 
- szkółkarstwo (1. miejsce w stanie), uprawa kukurydzy, orzechów pekan i warzyw[4]
- hodowla świń (16. miejsce), brojlerów (19. miejsce), bydła i koni[4]
- wydobycie ropy naftowej i gazu ziemnego[5]
- więzienie stanowe[2]
- produkcja siana[4]

## Miasta
- Madisonville
- Midway
- Normangee

## Sąsiednie hrabstwa
- Hrabstwo Leon (północ)
- Hrabstwo Houston (północny wschód)
- Hrabstwo Walker (południowy wschód)
- Hrabstwo Grimes (południe)
- Hrabstwo Brazos (południowy zachód)

## Demografia
- biali nielatynoscy – 53,2%
- Latynosi – 24,8%
- czarni lub Afroamerykanie – 20%
- rasy mieszanej – 2%
- rdzenni Amerykanie – 1,3%
- Azjaci – 1,1%[6].